# Pius VI
Pius VI, född Giovanni Angelico Braschi den 27 december 1717 i Cesena, död 29 augusti 1799 i fångenskap i Valence i Frankrike, var påve från 15 februari 1775, vilket är ett av de längsta pontifikaten. 

## Biografi
Giovanni Angelico Braschi var son till Marco Aurelio Tommaso Braschi, greve av Falcino och patricier av Cesena, och grevinnan Anna Teresa Bandi, men trots familjens adelskap var de inte särskilt förmögna. Han studerade vid jesuitkollegiet i hemstaden och juridik vid universitetet i Ferrara. År 1755 prästvigdes han, utsågs samma år till påvlig skattmästare och kanik vid Peterskyrkan. Clemens XIV utsåg honom den 26 april 1773 till kardinalpräst av Sant'Onofrio. Snart drog han sig tillbaka till ett kloster, där han utsågs till abbot.
Den 1 februari 1775, efter 4 månaders konklav, utsågs han till påve, och kröntes till påve den 22 februari. Han mottog valet som ett straff hans samvete pålagt honom. Till sin åskådning representerade han de mest konsekventa papalisterna; men han var klok och måttfull i sin kyrkopolitik, förstod konsten att vänta, och bar med värdighet alla olyckor som motsättningen måste medföra mellan påvedömet och de regeringar som strävade efter absolutism eller annan frigörelse. 
Större delen av hans långa pontifikat upptogs av motsättningar mellan honom och Österrikes kyrkoreformerande kejsare Josef II. Mot denne, som 1783 till och med ingrep i gudstjänstordning och fromhetsövningar, var han maktlös; men genom förmågan att vänta återvann han det mesta av den makt han förlorat efter Josefs död 1790, då revolutionen i Nederländerna tvingade Leopold II till att krypa till korset - i Österrike levde dock "josefinismen" vidare till 1848. Samma utgång fick Pius kamp mot Leopolds kyrkliga reformer som storhertig i Toscana, innan denne blev kejsare (biskop Scipio Riccis reformsynod i Pistoia 1786, bannlyst av Pius 1794).

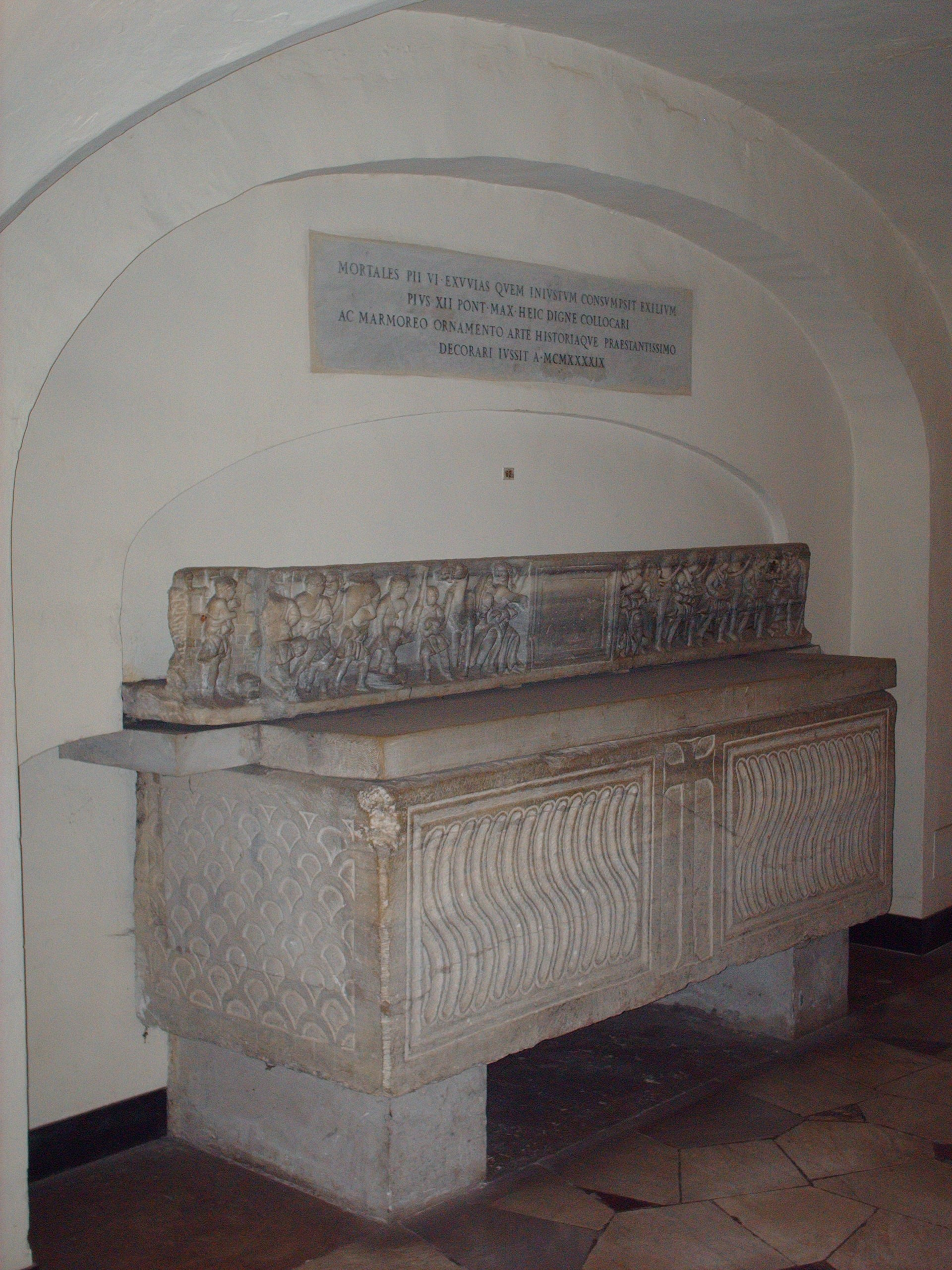
Pius grav i Peterskyrkan i Rom.

Framsida av medalj med påven Pius VI

Pius inhöstade även en rad andra framgångar. I Portugal lyckades han i det väsentliga få ordningen före Pombals tid återställd. Med Spanien stod han på god fot; däremot lösgjorde sig Neapel från sitt skenbara vasallförhållande till påven. Pius största seger var att febronianismen hejdades likväl som den tyska episkopalismen som påverkats av denna, som framträdde i striden om den ständiga nuntiaturen i München som påven upprättade 1785 och som tog sitt starkaste uttryck i de så kallade Emspunktationerna; 1789 avvisade Pius med framgång alla ärkebiskoparnas anspråk, vilka efter Josef II:s död helt tystnade under de napoleonska omgestaltningarna. Pius möjliggjorde också genom sin sympati för den upphävda jesuitorden att denna faktiskt kunde fortsätta att existera. 
Stormarna och olyckorna kom för honom med den franska revolutionen. Mot nationalförsamlingens första kyrkliga åtgärder (samvetsfrihet, upphävandet av alla ordnar et cetera) förhöll han sig avvaktande, även sedan "Constitution civile du clergé" 12 januari 1790 antagits, och prästerna avfordrades ed på denna konstitution. Men då den överväldigande majoriteten av Frankrikes clerus tappert vägrade eden, vågade Pius den 13 april 1791 fördöma konstitutionen och hota de präster som avlagt eden med suspension (bullan Caritas quæ docente Paulo). På denna krigsförklaring svarade Frankrike med att indra de påvliga besittningarna Avignon och Venaissin. Spänningen ökades genom nationalkonventets radikala beslut och pöbelexcesser i Rom, och 1796 utbröt öppet krig; Napoleon Bonaparte ryckte mot Rom och avtvingade påven stillestånd i Bologna 1796 och därpå den ännu hårdare freden i Tolentino 1797. En fransk generals död vid ett tumult i Rom förde till nytt krig, då republiken Italien proklamerades i Rom och erkändes av Frankrike 1798. 
Den 81-årige sjuke påven fördes fången till Siena och sedan till Valence i Frankrike, där han avled. Hans kvarlevor fördes till Rom, och han begravdes slutligen i Peterskyrkan. Pius var bekant för sitt vördnadsbjudande och ståtliga utseende samt sitt vinnande sätt. Han var en man med rena seder och arbetade på prästerskapets sedliga förbättring. Om konsten gjorde han sig förtjänt genom utvidgning och berikande av vatikanska museet. Gustav III avlade 1784 besök hos honom i Rom.